# DIAMOND (12012のアルバム)
DIAMONDは、12012の1枚目のオリジナルアルバム。
2007年12月12日にリリースされた。

## 解説
- メジャー1stアルバム。
- また、リリースはインディーズ時代のアルバム『PLAY DOLLs』と同じく、初回盤（CD+DVD）と通常盤がある。DVDにはPV・Documentary“ダイヤモンド”が収録されている。
- 今作はメンバー全員が作詞・作曲を手掛けている。
- メジャーデビューから今作までにリリースされたシングル「CYCLONE」と「SHINE」より『サイクロン』と『SHINE』が収録されている。
- キャッチコピーは「この世界は、あなたにとって真実ですか？それとも偽りですか？」
- タイトルの由来は収録曲のテーマに「真実」や「輝き」などが多く使われていたことから、そこから連想されるダイヤモンドとなった。
- 今までの12012にあまり見られなかった曲調のものが多いが、メンバー曰く“今までも持っていたものが初めて表れただけ”であるとのこと。

## 収録内容

### CD
1. Mr.LIAR [3:34]
  - 作詞：宮脇渉 作曲：須賀勇介

この楽曲は宮脇渉が、須賀勇介に「怒り」をテーマに作曲して欲しいと言ったことからできた。そのため、須賀は「社会への怒り」という大きなテーマを基に作曲した。
2. THE MOON [4:34]
  - 作詞：宮脇渉 作曲：酒井洋明
3. SCREEN OUT [3:25]
  - 作詞：宮脇渉 作曲：酒井洋明

「真実」がテーマとなっている。
4. LAST TIME [4:41]
  - 作詞・作曲：宮脇渉

宮脇渉が単独で作詞・作曲を行ったバラード曲。タイトルの通り「最後の時」をテーマにしている。
5. SHINE [3:37]
  - 作詞：宮脇渉 作曲：塩谷朋之

2ndシングル。テーマは「輝き」と「真実」。このアルバムではリマスタリング音源が収録されており、シングルと比べわずかに長くなっている。
6. EMPIRE OF THE LAGOON [3:50]
  - 作詞：宮脇渉 作曲：酒井洋明

メンバー曰く、“酒井洋明らしい”楽曲である。
7. 24HOURS [3:55]
  - 作詞・作曲：宮脇渉

宮脇渉が単独で作詞・作曲を行った楽曲。
8. DISPUTE [3:35]
  - 作詞：宮脇渉 作曲：須賀勇介

『Mr.LIAR』と同じく「怒り」をテーマに作曲したもの。また、この「社会への怒り」とは作曲当時に起きていた「年金記録問題」だと本人が語っている。メンバー曰く、“須賀勇介らしい”楽曲である。
9. サイクロン [4:34]
  - 作詞：宮脇渉 作曲：酒井洋明

1stシングル。テーマは「真実」と「偽り」。12012初のアニメタイアップ曲（『ロミオ×ジュリエット』）で、メジャーデビュー作。このアルバムではリマスタリング音源が収録されている。
10. ONCE AGAIN [6:18]
  - 作詞：宮脇渉 作曲：宮脇渉+塩谷朋之

メンバー曰くこのアルバムの中で“最も優しいバラード曲”。12012初のオルゴールを用いた楽曲でもある。これまでほとんどなかった宮脇渉と塩谷朋之の組み合わせでも制作で、塩谷朋之の自宅にて制作を行った。制作には長時間を要すると思っていたが、予想外に速く進んで1日で完成したとのこと。
11. SECRET FESTIVAL [4:23]
  - 作詞・作曲：宮脇渉
12. ダイヤモンド [4:06]
  - 作詞：宮脇渉 作曲：酒井洋明

メンバー曰く、“全体が輝いている曲”。この楽曲はPVが制作されている。
13. DREAM ARCH [2:55]
  - 作詞・作曲：宮脇渉

通常盤のみに収録されたボーナストラック。臨場感を出すためにレコーディングは一度だけで行った。ライブではヴォーカルの宮脇渉とギターの須賀勇介（アコースティックギターを使用）の2人で演奏される。

### DVD PV・Documentary“ダイヤモンド”
- 初回盤に付録され、PV・Documentary“ダイヤモンド”を収録している。
- 『ダイヤモンド』のPVは12012初の物語仕立てとなっている。
- DocumentaryはUNDER CODE PRODUCTIONの卒業から『DIAMOND』発売までのレコーディング風景や写真撮影の様子などが収録されている。

## タイアップ
サイクロン
- ゴンゾ制作アニメ『ロミオ×ジュリエット』前期エンディング（2007年4月 - ）
- テレ朝チャンネル『Wild Strawberry』オープニング（2008年4月 - ）